# Arqueòpterix
Els arqueòpterixs (Archaeopteryx), de vegades coneguts pel seu nom alemany Urvögel (‘ocells originals'), són un gènere de dinosaures semblants als ocells. El seu nom deriva de les paraules gregues antigues ἀρχαῖος (àrkheos), que significa ‘antic’, i πτέρυξ (ptérix), que vol dir ‘ala’. Entre finals del segle xix i principis del segle xxi foren considerats els ocells (avialats) més primitius coneguts per la gran majoria de paleontòlegs i obres de referència. Des d'aleshores s'han identificat possibles avialats més antics, incloent-hi Anchiornis, Xiaotingia i Aurornis.
Visqueren durant el Juràssic superior (fa uns 150 milions d'anys) en allò que avui en dia és Portugal i el sud d'Alemanya. En aquell temps, Europa era un arxipèlag banyat per un mar tropical càlid i de poca profunditat, a una distància molt inferior de l'equador que avui en dia. L'espècie més grossa tenia una mida semblant a la d'una garsa (aproximadament 50 cm). Els individus més grossos possiblement eren de mida comparable a la d'un corb. Malgrat les seves petites dimensions, les seves ales de gran envergadura i la seva suposada capacitat de volar o planar, els arqueòpterixs tenien més punts en comú amb altres dinosaures petits del Mesozoic que amb els ocells moderns. En particular, compartien els següents caràcters amb els dromeosàurids i els troodòntids: mandíbules dotades de dents afilades, tres dits amb urpes, una llarga cua òssia, segons dits del peu hiperextensibles («urpes mortíferes»), plomes (que suggereixen que tenia la sang calenta) i diversos aspectes de l'esquelet.
Aquests caràcters fan que els arqueòpterixs siguin un clar candidat a fòssil de transició entre els dinosaures no aviaris i els ocells i una peça clau en la recerca sobre l'origen dels ocells i de l'evolució dels dinosaures. El gènere Archaeopteryx fou descrit el 1861 a partir d'una única ploma, la identificació de la qual ha estat objecte de controvèrsia. Aquell mateix any s'anuncià el descobriment del primer espècimen complet. Des d'aleshores, se n'han trobat deu fòssils més. No hi ha consens sobre si totes aquestes restes pertanyen a una sola espècie o diverses.

## Morfologia
El seu aspecte era el d'un Compsognathus emplomallat. L'arqueòpterix tenia les plomes ben desenvolupades i preparades per al vol; es desconeix, però, el color del plomall. Pesava uns 500 g i mesurava uns 30-35 cm, com un corb actual, una mida molt petita si la comparem amb el rang usual de molts dinosaures.
L'esquelet s'assembla bàsicament al d'un dinosaure teròpode, i presenta trets propis d'aquest grup: una llarga cua òssia, urpes als dits i dents a les mandíbules. La cua, de tipus reptilià, tenia un nucli ossi prim i llarg, i les ales acabaven en una gran urpa de tres dits. Tenia petites dents a la vora de la mandíbula, que era llarga i prima.

## Etologia i capacitat de vol

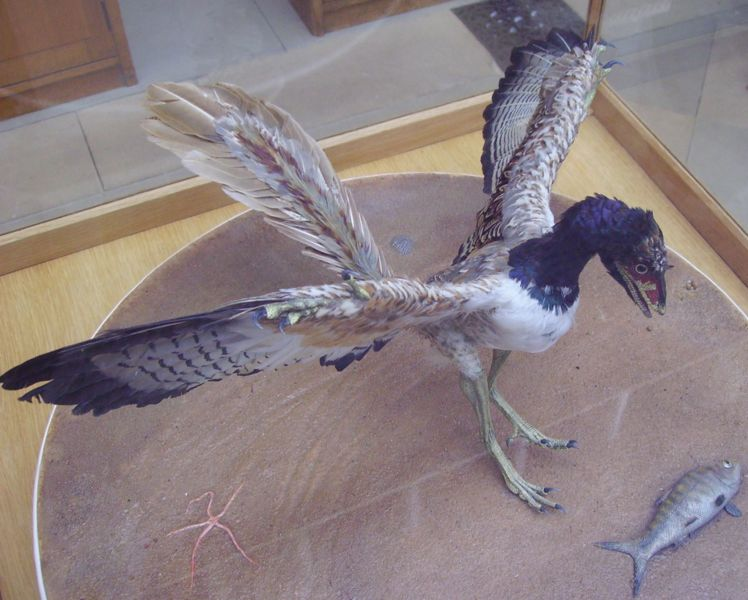
Arqueòpterix

La riquesa i diversitat del jaciment de Solnhofen (Alemanya), en el qual s'han trobat molts dels espècimens d'arqueòpterixs, ha donat força informació sobre el món tan diferent que hi havia en aquella zona durant el Juràssic.
No se sap amb certesa si podia batre les ales amb força i podia volar en el sentit estricte del terme o només planar. L'ala és, en essència, molt similar a la d'un ocell modern, ja que les seves plomes eren asimètriques, i les de la seva cua eren molt gruixudes. Les seves plomes eren evolucionades, amb la forma i l'agrupament necessaris per al vol. Per això, no hi ha proves que fonamentin la idea inicial que l'arqueòpterix volava de manera deficient i probablement si volava, no ho feia tan bé com les aus actuals.
Alguns científics opinen que havia d'utilitzar les urpes dels dits per a encimbellar-se als arbres, des d'on es lliscava aletejant fins al sòl. Uns altres pensen que començava a volar des del sòl, elevant-se feblement. Al córrer contra el vent podia aletejar i aixecar el vol.
Les proves existents semblen indicar que l'arqueòpterix era enfiladís, i que s'enfilava als arbres valent-se de les urpes presents tant en les seves "mans-ales" com en les seves potes. Sembla que el vol es va desenvolupar a partir del planatge; aquest fet permetria a aquest esbós d'ocell desplaçar-se amb rapidesa per la capa superior dels boscos, sense tenir necessitat de contactar amb el terra. Probablement s'alimentava d'insectes i animals petits. Deuria tenir una velocitat suficient per a atrapar insectes voladors, i aquesta capacitat també li servia per a escapar dels seus enemics.
L'origen de les plomes constitueix un misteri que l'arqueòpterix no ajuda a resoldre, ja que les seves són completament modernes. Tanmateix, es coneixen diversos dinosaures celurosauris, estretament emparentats amb Archaeopteryx, que en alguns casos presenten també plomes i d'altres fibres d'estructura més senzilla o protoplomes. Els dinosaures plumífers confirmen que les plomes es van originar amb anterioritat a l'aparició de les primers ocells com l'arqueòpterix.

## Registre fòssil
L'arqueòpterix és el principal fòssil dels jaciments de Solnhofen. Els primers fòssils d'aquest ocell es van trobar el 1861, i fins al 1988 han aparegut d'altres troballes, deu en total, encara que alguns dels exemplars són molt incomplets.
El primer fòssil que es va trobar consisteix únicament en una ploma i no se sap amb seguretat si pertany al mateix gènere que la resta. Els altres espècimens, com el de Berlín, tenen l'esquelet gairebé complet i han arribat impressions molt detallades de les plomes, de les ales i de la resta del cos. Tot això és gràcies al fet que es van conservar en pedres calcàries que també s'usaven per a fer plaques d'impressió.
Els sediments es va dipositar en una llacuna càlida que va conservar molts fòssils en molt bon estat: meduses, cucs, peixos complets i el mateix arqueòpterix. Apareixen comprimits entre dues làmines de gra molt fi, de manera que són clarament visibles detalls més fins.

## Sistemàtica
Estudis recents i acurats sobre la fisiologia dels Archosauria revelen que els ocells guarden un estret parentiu amb els petits teròpodes, com Compsognathus. Així mateix, Archaeopteryx és classificat com un ocell. Els seus parents més propers són els dinonicosaures, que inclouen al famós Velociraptor i una forma del Cretaci primerenc, Deinonychus.
Durant molt de temps, tots els fòssils foren assignats a una única espècie, Archaeopteryx lithographica, però la història taxonòmica és complicada i existeixen molts sinònims d'aquesta espècie. El 2018 en fou descoberta una de nova.

### Sinònims

Gràfic amb l'historial de descobriments

Quan apareixen dos noms, el primer denota el descriptor original de l'espècie, el segon l'autor en què es basa la combinació del nom donada. Com s'ha acordat en la nomenclatura zoològica, quan es posa el nom d'un autor entre parèntesis s'indica que el tàxon estava originalment descrit en un gènere diferent.
- Pterodactylus crassipes Meyer, 1857 [suprimit a favor de A. lithographica 1977 per la ICZN]
- Rhamphorhynchus crassipes (Meyer, 1857) (com a Pterodactylus (Rhamphorhynchus) crassipes) [suprimit a favor de A. lithographica 1977 per la ICZN]
- Archaeopteryx lithographica Meyer, 1861 [nomen conservandum]
- Scaphognathus crassipes (Meyer, 1857) Wagner, 1861 [suprimit a favor de A. lithographica 1977 per la ICZN]
- Archaeopterix lithographica Anon., 1861 [lapsus]
- Griphosaurus problematicus Wagner, 1861 [nomen oblitum 1961 per la ICZN]
- Griphornis longicaudatus Woodward, 1862 [nomen oblitum 1961 per la ICZN]
- Griphosaurus longicaudatum (Woodward, 1862) [lapsus]
- Griphosaurus longicaudatus (Owen, 1862) [nomen oblitum 1961 per ICZN]

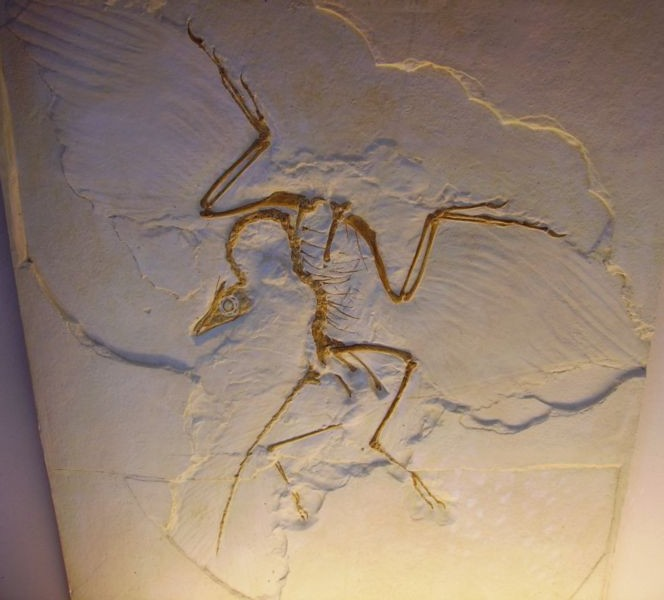
Archaeopteryx lithographica
(Museu Humboldt, Berlin)

- Archaeopteryx macrura Owen, 1862 [nomen oblitum 1961 per la ICZN]
- Archaeopterix macrura Owen, 1862 [lapsus]
- Archaeopterix macrurus Egerton, 1862 [lapsus]
- Archeopteryx macrurus Owen, 1863 [esmena injustificada]
- Archaeopteryx macroura Vogt, 1879 [lapsus]
- Archaeopteryx siemensii Dames, 1897
- Archaeopteryx siemensi Dames, 1897 [lapsus]
- Archaeornis siemensii (Dames, 1897) Petronievics, 1917. Aquest espècimen és considerat lArchaeopteryx més complet i ben conservat actualment[12]
- Archaeopteryx oweni Petronievics, 1917 [nomen oblitum 1961 per la ICZN]
- Gryphornis longicaudatus Lambrecht, 1933 [lapsus]
- Gryphosaurus problematicus Lambrecht, 1933 [lapsus]
- Archaeopteryx macrourus Owen, 1862 fide Lambrecht, 1933 [lapsus]
- Archaeornis siemensi (Dames, 1897) fide Lambrecht, 1933? [lapsus]
- Archeopteryx macrura Ostrom, 1970 [lapsus]
- Archaeopteryx crassipes (Meyer, 1857) Ostrom, 1972 [suprimit a favor de A. lithographica 1977 per la ICZN]
- Archaeopterix lithographica di Gregorio, 1984 [lapsus]
- Archaeopteryx recurva Howgate, 1984
- Jurapteryx recurva (Howgate, 1984) Howgate, 1985
- Archaeopteryx bavarica Wellnhofer, 1993
- Wellnhoferia grandis Elżanowski, 2001

## Discussió filogenètica
L'arqueòpterix és una de les troballes fòssils més importants de la història. Es descriu com una peça clau en el coneixement actual de l'evolució dels éssers vius. És el perfecte exemple d'una forma de transició, en aquest cas entre els rèptils i els ocells. Comparteix característiques amb els rèptils com les dents, les urpes a les extremitats superiors i una llarga cua òssia; i també comparteix característiques amb els ocells actuals, ja que posseeix plomes, ales i espoleta, entre molts altres trets.
Alguns dels exemplars inicialment foren classificats com a teròpodes, fins que es va observar la presència de plomes. Segons l'opinió de la majoria dels paleontòlegs, la possessió de plomatge converteix Archaeopteryx en un ocell. Tot i ser considerat l'ocell conegut més antic, el 1984 Sankar Chatterjee va descobrir uns fòssils que, el 1991, va anunciar que pertanyien a un ocell extint encara més antic que Archaeopteryx; el va anomenar Protoavis.
Ni l'arqueòpterix ni cap dels seus parents més propers foren els primers arcosaures voladors.